# ساطور

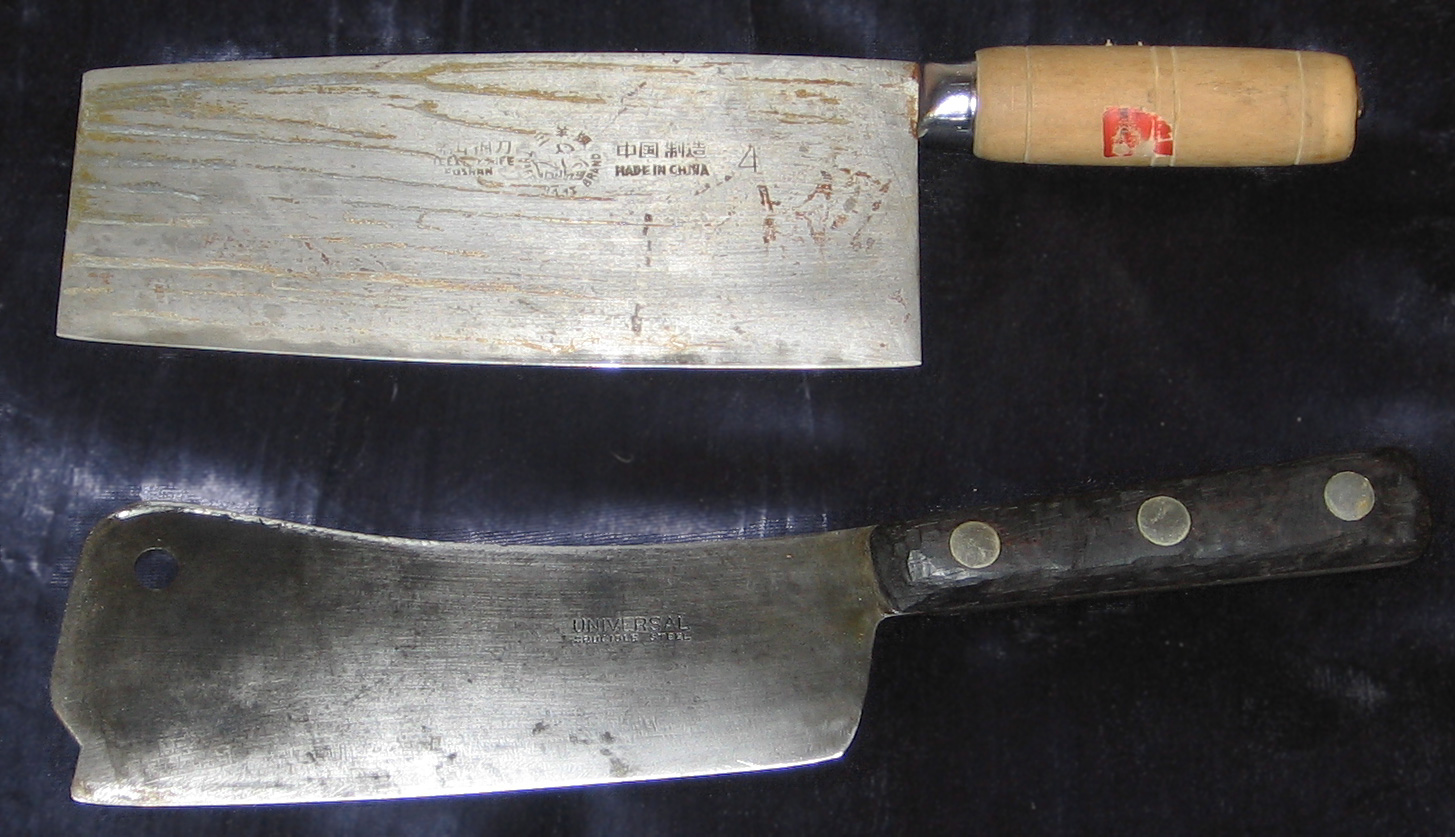
ساطور (پایین) و چاقوی سرآشپز (بالا)

ساطور چاقوی بزرگی است با شکل‌های گوناگون، که شباهت زیادی به یک تبر کوچک با دستهٔ کوتاه و تیغه‌ای چهارگوش دارد. از ساطور که به‌عنوان یکی از لوازم آشپزخانه یاد می‌شود بیشتر برای بریدن استخوان‌ها استفاده می‌شود.
چاقوی سرآشپز چینی، که به اشتباه به آن ساطور چینی نیز می‌گویند، در ظاهر شبیه ساطور، ولی از آن نازک‌تر و تیزتر است و اغلب به‌منظور بریدن گوشت‌های بی‌استخوان یا خرد کردن سبزیجات استفاده می‌شود.